# Laura Rogule
Laura Rogule est une joueuse d'échecs lettonne née le 5 février 1988 à Riga. Dix fois championne de Lettonie, elle a le titre de grand maître international féminin depuis 2005.
Au 1er septembre 2020, elle est la numéro un lettonne avec un classement Elo de 2 297 points,.

## Biographie et carrière
Laura Rogule remporta le championnat du monde des moins de 14 ans en 2002. Elle fut championne d'Europe de blitz et de parties rapides en 2012.
Elle a remporté le championnat féminin de Lettonie à treize reprises : en 2003, 2005, 2006, 2009, 2010, 2011, 2013, 2015, 2016, 2020, 2022 et 2023. 
Elle a représenté la Lettonie lors de huit olympiades de 2004 à 2024,. Elle joua au premier échiquier en 2006 et de 2018 à 2024,.